# José Yanguas y Miranda
José Yanguas y Miranda (Tudela, 15 de marzo de 1782-Pamplona, 25 de septiembre de 1863) fue un escritor, historiador, archivero, político y experto en leyes español, abuelo del matemático Zoel García de Galdeano. Fue síndico de Tudela en las sesiones de Cortes de Navarra de 1817, y durante veinte años secretario de la Diputación de Navarra, la nueva institución surgida tras el desmantelamiento del Reino por la Ley de Modificación de Fueros de 1841.

## Biografía
De familia de labradores de linaje noble, nació en 1782 y fue bautizado en la parroquia de San Salvador de Tudela. Cuando tenía cuatro o cinco años la familia se trasladó a Zaragoza al ser nombrado su padre sobrestante del Canal Imperial de Aragón.
Pudo realizar estudios primarios en el Seminario y en las Escuelas Pías gracias a la protección del canónigo Ramón Pignatelli. Careciendo su familia de los medios necesarios para que cursara estudios superiores, volvieron a Tudela y en 1796 entró a trabajar como amanuense en el Ayuntamiento de Tudela, pasando a ser secretario del mismo el 13 de noviembre de 1806. Como secretario y archivero del Archivo Municipal de Tudela continuó las labores de Juan Antonio Fernández. 

### De la Francesada a la Diputación (1808-1830)
Durante la Guerra de la Independencia fue hecho prisionero camino de Valtierra por una partida de Espoz y Mina el 20 de mayo de 1812, que exigió al ayuntamiento de Tudela rescate por su liberación siendo entregado mes y medio más tarde cuando recibieron el pago. Acusado por el comandante francés de Tudela, Cournier de Pilbert, junto a otros prisioneros, de haberse dejado apresar por Espoz y Mina como medio de que la ciudad ayudase a su partida le volvieron a apresar exigiendo por su liberación una elevada suma de dinero.
De ideología liberal, padeció detención, encarcelamiento y exilio durante los episodios de restablecimiento absolutista, sobre todo en 1823. Tras volver del exilio en Bayona, donde había aprendido el oficio de relojero, abrió en San Sebastián (en 1826) un establecimiento propio de este ramo. 

### Archivero de la Diputación Foral
El 22 de agosto de 1830 regresó a su tierra y, poco después, la Diputación lo nombró Archivero de Navarra, realizando una fecunda labor como historiador y paleógrafo,  que se vería plasmada en varios libros.
Entre noviembre de 1832 y julio de 1833 estuvo en Madrid para solicitar a la Reina la rehabilitación de las Leyes forales, propugnando un sistema de funcionamiento de las Cortes de Navarra más parecido al de las Juntas de las provincias vascas. En Navarra se convirtió en el inspirador de las tendencias liberales fueristas que, si bien reconocían la singularidad de la tradición foral, rechazaban las instituciones del Reino de Navarra, consideradas reaccionarias, sobre todo por el poder de la iglesia, el progreso y la modernización solamente podía garantizarse si Navarra entroncaba con el constitucionalismo español. Militó en contra del carlismo y, tras su derrota, apoyó con entusiasmo la Ley de Confirmación de Fueros de 1839. El Decreto Ley de 16 de noviembre de 1839 obligaba a elegir la Diputación en Navarra como las otras de España y la nueva Diputación Provincial quedó constituida con los siguientes miembros: Justo Galarza, Fermín Gamio, Lorenzo Mutiloa, José María Pérez del Notario, Tomás Arteta, Bonifacio Garceta de los Fayos y Juan Pedro Aguirre; como secretario, José Yanguas y Miranda. Todos juraron la Constitución española de 1837. Todo este proceso se realizó suplantando a las Cortes de Navarra y a la Diputación del Reino, únicas instituciones legítimas en ese momento, lo que suponía de facto la supresión del Reino de Navarra y sus instituciones.
Esta Diputación Provincial se pone de inmediato a negociar con el Gobierno de Madrid la adaptación del régimen foral a la "unidad constitucional". Yanguas y Miranda participa activamente elaborando una redacción de bases y condiciones que presenta el 1 de abril de 1840. Es presentado en Madrid y comienza el periodo negociador llevado por Pablo Ilarregui, Fulgencio Barrera, Tomás Arteta y Fausto Galdeano. Tras diversas vicisitudes en las Cortes de Madrid es aprobada la Ley de Modificación de Fueros que entró en vigor el 16 de agosto de 1841.  

### Secretario de la Diputación
Desde 1834, interinamente, y 1837, hasta su muerte, ocupó el cargo de Secretario de la Diputación Provincial, dedicado a consolidar institucionalmente el nuevo régimen, amparado por el largo periodo conservador en la política española hasta la revolución de 1868. 
En 1859 participó en las negociaciones con el Gobierno para las modificaciones de aplicación de la Ley de Desamortización civil de 1855.

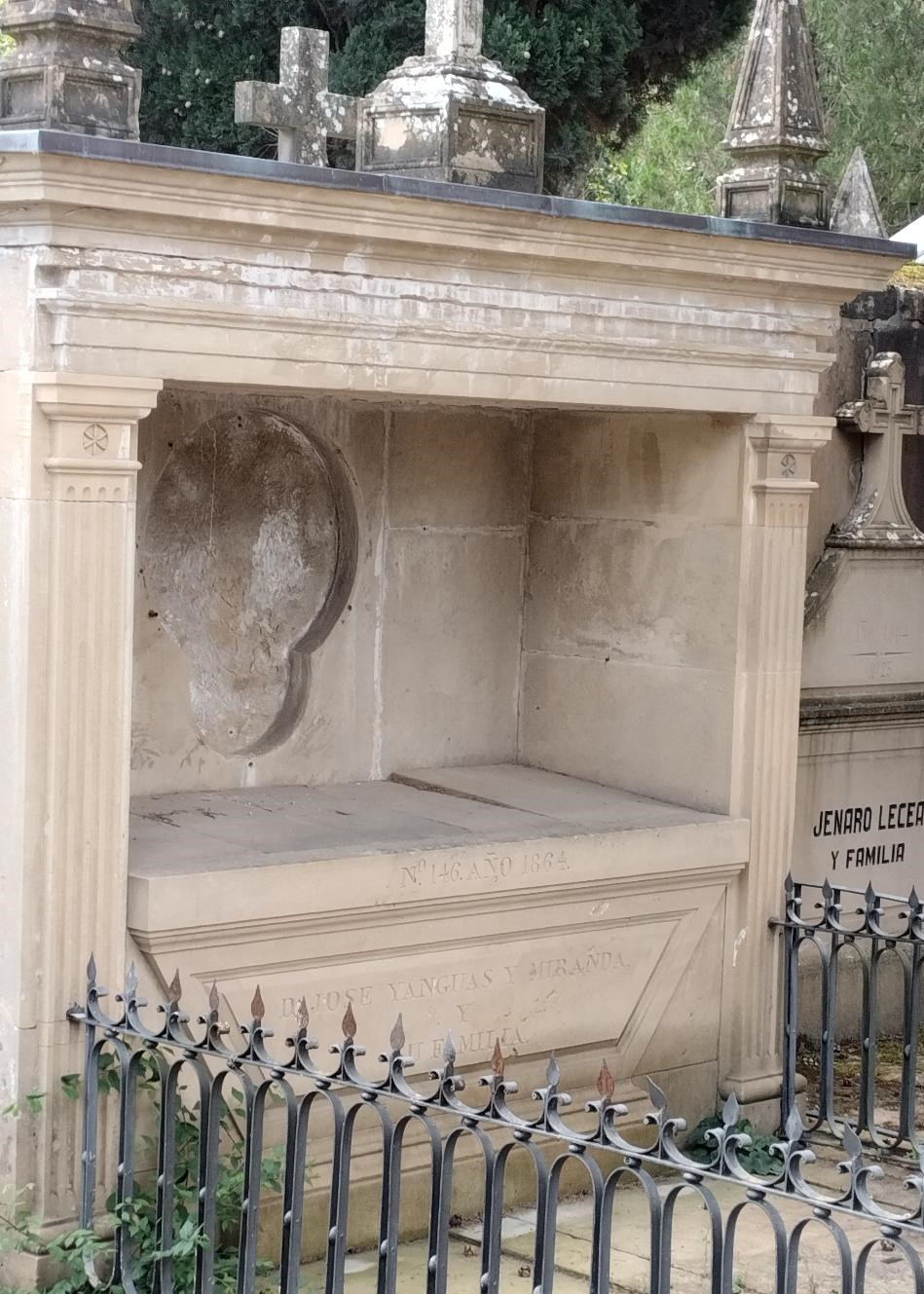
Sepulcro de "D. José Yanguas y Miranda y su familia" en el cementerio de Pamplona

### Trayectoria intelectual
Dentro de su vida como intelectual, fue también miembro correspondiente de la Real Academia de la Historia (1841), perteneció a la Sociedad de Anticuarios de Copenhague (desde el 26 de febrero de 1840), y responsable de la Comisión de Monumentos Históricos y Artísticos de Navarra. 
Una semana después de su fallecimiento, el 2 de octubre de 1863, el Ayuntamiento de Tudela adoptó un acuerdo reconociendo "su abnegada labor y virtudes humanas de modestia y honradez y su categoría como recopilador, biógrafo e historiador de la provincia, y acordó colocar su retrato en el salón de sesiones y celebrar un solemne funeral en la catedral en sufragio de su alma". Tiene sendas calles en su memoria, en Pamplona y en su Tudela natal.

## Obras publicadas
Escritor muy prolífico, publicó muy notables obras y, sin ser jurista, llegó a ser un excelente conocedor de los fueros y textos legales, tanto históricos como de su época.

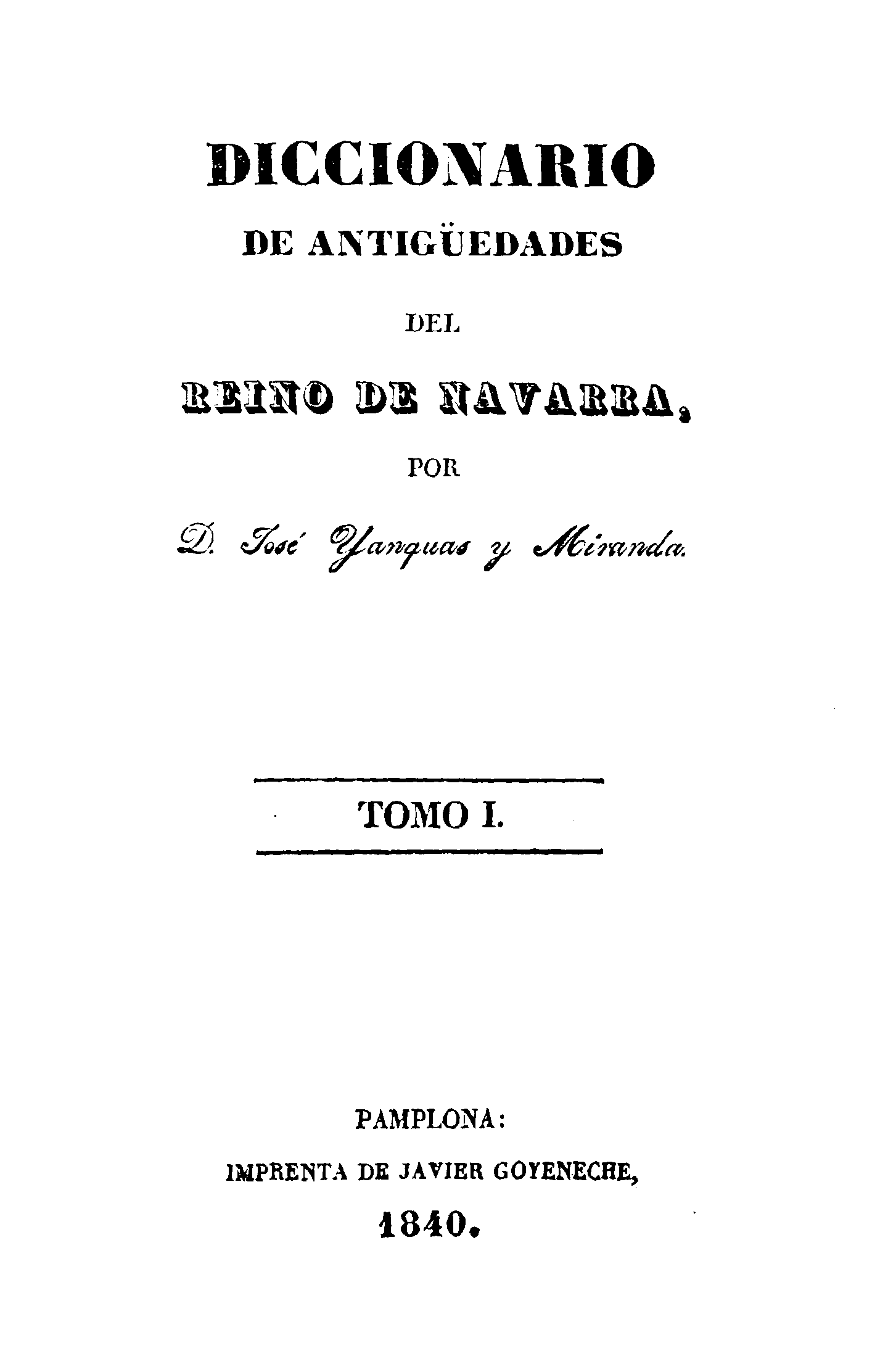
Diccionario de antigüedades del Reino de Navarra (1840) - Tomo 1

### Historia y legislación de Navarra
- Relación de los principales sucesos ocurridos en Tudela desde el principio de la guerra de Bonaparte hasta la expulsión de los franceses de España, manuscrito autógrafo del "Archivo Municipal de Tudela", 1813 (reed. como anónimo: Zaragoza, 1967). Según José Ramón Castro Álava, es obra de su mano.[5]
- Diccionario histórico-político de Tudela, Zaragoza, 1823 (reed. 1828).[6]
- Diccionario de los Fueros del Reino de Navarra y de las leyes vigentes promulgadas hasta 1817-1818 inclusive, San Sebastián, 1828 (reed. Pamplona, Diputación Foral, 1964).
  - Adiciones a los diccionarios de los fueros y leyes del reino de Navarra, San Sebastián, Imprenta de Ignacio Ramón Baroja, 1829.[7]
- Historia compendiada del reino de Navarra, San Sebastián, Imprenta de Ignacio Ramón Baroja, 1832.[8] Se trata de resúmenes de los Anales del Reino de Navarra, del P. Moret, con algunas ampliaciones. En este compendio, a su vez, medio siglo más tarde, Hermilio de Olóriz basará su Resumen histórico del antiguo Reino de Navarra (Pamplona, 1887).[9]
- La Contragerigonza, ó Refutación joco-seria del "Ensayo histórico crítico sobre la legislación de Navarra" compuesto por D. José María Zuaznávar... (publicada bajo pseudónimo: Lcdo. Elizondo), Panzacola (sic, es Pamplona), 1833  (reed. Institución Príncipe de Viana: Biblioteca de Derecho Foral nº 9, Pamplona, 1966).[10]
- Análisis histórico-crítico de los Fueros de Navarra, Pamplona, 1838.[11]
- Diccionario de Antigüedades del Reino de Navarra (reeditado en Pamplona por la Diputación Foral de Navarra entre 1964 y 1978):
  - Tomo I - A-J. Pamplona, Imprenta de Javier Goyeneche, 1840.
  - Tomo II - L-R. Pamplona, Imprenta de Francisco Erasun, 1840.
  - Tomo III - S-Z. Pamplona, Imprenta de José Imaz y Gadea, 1840.
  - Adiciones al diccionario de antigüedades de Navarra, Pamplona. Imprenta de Javier Goyeneche, 1843.[12]
- Crónica de los reyes de Navarra escrita por Carlos, Príncipe de Viana, (primera impresión, editada por -), Pamplona, 1843.[13]
- Alerta a los navarros, Pamplona, 1843. Publicado de forma anónima.
- Historia de la conquista del reino de Navarra por el duque de Alba. Pamplona, 1843. Es una edición revisada y prologada de la obra de Luis Correa, La conquista del reino de Navarra (Salamanca, 1513).[14][15]
- Diccionario de las palabras anticuadas que contienen los documentos existentes en los archivos de Navarra, y de su correspondencia con el lenguaje actual, Pamplona, Imprenta de Francisco Erasun, 1854.[16]

### Otros
- Vida del Capitán D. Juan Lanas, escrita por él mismo. Publícala D. J. I. M., San Sebastián, 1845 (obra anónima y la de mayor calado político).
- Manual para el Gobierno de los Ayuntamientos de Navarra. Comprende todos los negocios y disposiciones legislativas que tocan a las facultades de dichos Ayuntamientos, y de la Diputación Provincial, reservadas en la ley de modificación de fueros de 16 de agosto de 1841, Pamplona, 1846.
- Proyecto de catastros o estadísticas para los pueblos y provincias para la riqueza general del Estado, 1846.